# Застінок Брили
Засценак Брылі (біл. вёска  Застінок Брили) — село в складі Мядельського району Мінської області, Білорусь. Село підпорядковане Нарачанській сільській раді, розташоване в північній частині області.